# Al-Malik ar-Rahim Khusraw Firuz
Abû Nasr al-Malik ar-Rahîm Khusraw Fîrûz (Le roi clément) est né en 1009. Il est le fils de sultan ad-Dawla émir bouyide d'Irak et du Fars. Il succède à son frère `Imâd ad-Dîn Marzûban en 1048 comme émir d'Irak. Il est démis par le seldjoukide Tuğrul Ier Bey en 1055. Il meurt en captivité en 1058.

## Biographie
En mars 1044, Jalâl ad-Dawla meurt. `Imâd ad-Dîn annexe l'Irak. Il a cependant quelques difficultés à contrôler la région. Il préfère rester à Ahvaz plutôt que de s'installer à Bagdad. À Ispahan les Kakouyides connaissent des problèmes de succession : deux frères se disputent le pouvoir. `Imâd ad-Dîn, essaie de les soumettre à son autorité mais ceux-ci préfèrent se mettre sous la protection des Seldjoukides. Cette situation incite les Seldjoukides à pousser leur avantage. `Imâd ad-Dîn préfère négocier et créer une alliance matrimoniale. Le gouverneur de Kermân se soumet aux Seldjoukides.
`Imâd ad-Dîn meurt en octobre 1048. Son plus jeune frère Abû Mansûr Fûlâd Sutûn prend le Fars et Abû Nasr Khusraw Fîrûz prend l'Irak avec le titre de al-Malik ar-Rahîm (Le roi clément). Les deux frères se disputent la prééminence. Al-Malik ar-Rahîm conquiert Chiraz. Il doit repartir pour Bagdad à cause de troubles dus à l'accroissement des rivalités entre les troupes turques et les Daylamites. Pendant cette période l'Oman est perdu pour les Bouyides.
En 1051 ou 1052, Al-Malik ar-Rahîm prend le Fars à son frère Abû Mansûr Fûlâd Sutûn. Il désigne alors un autre frère Abû Sa`d Khusraw Châh comme gouverneur de la province. Chiraz est prise par les Seldjoukides en 1054 et Abû Mansûr Fûlâd Sutûn y revient comme vassal de Tuğrul Bey.
Tuğrul Bey décide de mettre fin à la présence Bouyide en Irak. Le 17 décembre 1055, il arrive à Bagdad habillé en pèlerin pour La Mecque. À son retour il révèle qu'il voulait se rendre compte par lui-même. Le calife Al-Qâ'im qui avait d'abord préféré les Bouyides aux Seldjoukides malgré leur islam sunnite, déclare que le nom de Tuğrul Bey doit être cité avant celui d'Al-Malik ar-Rahîm dans le sermons du vendredi faisant de l'émir un vassal des Seldjoukides.
À peine une semaine plus tard, les habitants de Bagdad commencent à se plaindre des exactions des troupes seldjoukides et demandent leur expulsion de la ville. Tuğrul Bey fait venir Al-Malik ar-Rahîm dans son camp pour négocier une sortie de crise. Quand il arrive, il est accusé de se conduire mal à l'égard des troupes seldjoukides. Il est arrêté malgré les protestations du calife. Al-Malik ar-Rahîm est le dernier souverain Bouyide d'Irak.
Al-Malik ar-Rahîm meurt en 1058 ou 1059 pendant sa captivité à Ray.